# Stilocladius orientalis
Stilocladius orientalis är en tvåvingeart som beskrevs av Makarchenko 2003. Stilocladius orientalis ingår i släktet Stilocladius och familjen fjädermyggor. Inga underarter finns listade i Catalogue of Life.